# Reitsfjall
Reitsfjall är ett berg i republiken Island. Det ligger i regionen Norðurland vestra, 240 km nordost om huvudstaden Reykjavík. Toppen på Reitsfjall är 725 meter över havet.
Trakten runt Reitsfjall är nära nog obefolkad, med mindre än två invånare per kvadratkilometer. Närmaste större samhälle är Hofsós, omkring 12 kilometer sydväst om Reitsfjall. Trakten runt Reitsfjall består i huvudsak av gräsmarker.